# Historia del uniforme del Toronto FC
La indumentaria del Toronto Football Club es camiseta roja, pantaloneta roja o blanca y medias rojas. Como resultado, el apodo más común del equipo es «The Reds» (Los rojos). Su mascota es un halcón de Harris llamado «Bitchy». Actualmente el Toronto es el principal asociado publicitario, y el actual titular de los derechos de la camiseta es Bank of Montreal, el proveedor es la multinacional alemana, Adidas.

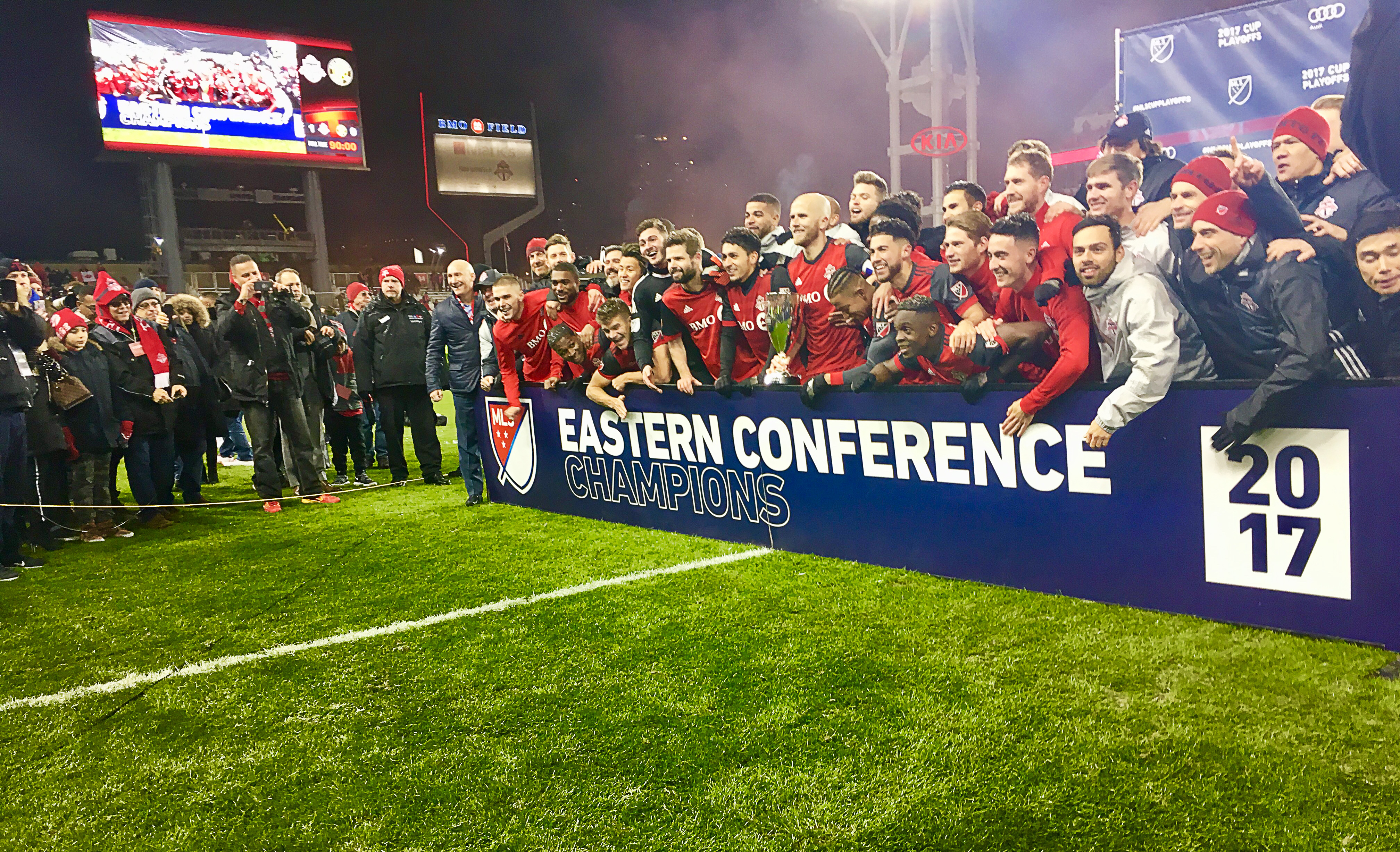
Indumentaria del Toronto para la temporada 2017 por Adidas.

## Historia y evolución
- Marca deportiva actual: Adidas.
- Uniforme titular: Camiseta roja, pantaloneta roja y medias rojas.
- Uniforme alternativo: Camiseta blanca, pantaloneta blanca y medias blancas.

### Proveedores y patrocinadores
| Período       | Proveedor     | Patrocinador (pecho) | Rama  | Patrocinador (manga) | Rama |
| ------------- | ------------- | -------------------- | ----- | -------------------- | ---- |
| 2007—2019     |               | Bank of Montreal     | Banco | Ninguno              | ——   |
| 2020—presente | GE Appliances | Bank of Montreal     | Banco | Electrodomésticos    |      |

El uniforme titular del Toronto está compuesto por camiseta roja, pantaloneta roja o blanca y medias rojas. El uniforme alternativo incluye comúnmente los colores invertidos camisetas blanca, pantaloneta blanca o roja y medias blancas. En sus primeras tres temporadas, los colores del uniforme alternativo del Toronto FC fueron gris claro y oscuro. En las siguientes cuatro temporadas, el equipo ha usado uniformes blancos, mientras que en 2014, el uniforme alternativo cambió a ónix. Como con todos los equipos de la MLS, los uniformes son producidos por Adidas. En 2013 y 2014, se presentó una hoja de arce con estampadas en sombras en la indumentaria del Toronto FC.
Desde la formación del equipo en 2007, ha sido patrocinado por el Banco de Montreal. El patrocinio valía entre 1 y 1,5 millones de dólares por temporada, pero en 2010 se firmó un nuevo contrato por cinco años por valor de 4 millones de dólares por temporada. En febrero de 2016, se anunció que BMO había ampliado su acuerdo de patrocinio por otros diez años.

## Evolución cronológica

### Titular
| 2007–08 | 2009–10 | 2011–12 | 2013–14 | 2015–16 | 2017–18 | 2019–20 |

| 2007–08 | 2009–10 | 2011–12 | 2013–14 | 2015–16 | 2017–18 | 2019–20 |

| 2007–08 | 2009–10 | 2011–12 | 2013–14 | 2015–16 | 2017–18 | 2019–20 |

| 2007–08 | 2009–10 | 2011–12 | 2013–14 | 2015–16 | 2017–18 | 2019–20 |

### Alternativo
| 2007–08 | 2009–10 | 2011–12 | 2013 | 2014–15 | 2016–17 | 2018–19 | 2020–21 |

| 2007–08 | 2009–10 | 2011–12 | 2013 | 2014–15 | 2016–17 | 2018–19 | 2020–21 |

| 2007–08 | 2009–10 | 2011–12 | 2013 | 2014–15 | 2016–17 | 2018–19 | 2020–21 |

| 2007–08 | 2009–10 | 2011–12 | 2013 | 2014–15 | 2016–17 | 2018–19 | 2020–21 |

### Tercero
| 2009–10 | 2016–17 |

| 2009–10 | 2016–17 |

| 2009–10 | 2016–17 |

| 2009–10 | 2016–17 |

### Arquero
| 1° (2009-10) | 2° (2009-10) | 3° (2009-10) | 4° (2009-10) | 1° (2011-12) | 2° (2011-12) | 3° (2011-12) | 4° (2011-12) |
| 1° (2013-14) | 2° (2013-14) | 3° (2013-14) | 4° (2013-14) | 1° (2015-16) | 2° (2015-16) | 3° (2015-16) | 4° (2015-16) |
| 1° (2017)    | 2° (2017)    | 4° (2017)    | 1° (2018)    | 2° (2018)    | 3° (2018)    | 4° (2018)    | 1° (2019)    |
| 2° (2019)    | 3° (2019)    | 4° (2019)    | 1° (2020)    | 2° (2020)    |              |              |              |

| 1° (2009-10) | 2° (2009-10) | 3° (2009-10) | 4° (2009-10) | 1° (2011-12) | 2° (2011-12) | 3° (2011-12) | 4° (2011-12) |
| 1° (2013-14) | 2° (2013-14) | 3° (2013-14) | 4° (2013-14) | 1° (2015-16) | 2° (2015-16) | 3° (2015-16) | 4° (2015-16) |
| 1° (2017)    | 2° (2017)    | 4° (2017)    | 1° (2018)    | 2° (2018)    | 3° (2018)    | 4° (2018)    | 1° (2019)    |
| 2° (2019)    | 3° (2019)    | 4° (2019)    | 1° (2020)    | 2° (2020)    |              |              |              |

| 1° (2009-10) | 2° (2009-10) | 3° (2009-10) | 4° (2009-10) | 1° (2011-12) | 2° (2011-12) | 3° (2011-12) | 4° (2011-12) |
| 1° (2013-14) | 2° (2013-14) | 3° (2013-14) | 4° (2013-14) | 1° (2015-16) | 2° (2015-16) | 3° (2015-16) | 4° (2015-16) |
| 1° (2017)    | 2° (2017)    | 4° (2017)    | 1° (2018)    | 2° (2018)    | 3° (2018)    | 4° (2018)    | 1° (2019)    |
| 2° (2019)    | 3° (2019)    | 4° (2019)    | 1° (2020)    | 2° (2020)    |              |              |              |

| 1° (2009-10) | 2° (2009-10) | 3° (2009-10) | 4° (2009-10) | 1° (2011-12) | 2° (2011-12) | 3° (2011-12) | 4° (2011-12) |
| 1° (2013-14) | 2° (2013-14) | 3° (2013-14) | 4° (2013-14) | 1° (2015-16) | 2° (2015-16) | 3° (2015-16) | 4° (2015-16) |
| 1° (2017)    | 2° (2017)    | 4° (2017)    | 1° (2018)    | 2° (2018)    | 3° (2018)    | 4° (2018)    | 1° (2019)    |
| 2° (2019)    | 3° (2019)    | 4° (2019)    | 1° (2020)    | 2° (2020)    |              |              |              |